# Haus Esche
Das Haus Esche ist ein spätmittelalterlicher Adelssitz südlich der Gemeinde Esche im niedersächsischen Landkreis Grafschaft Bentheim.
Das Haus Esche war der Stammsitz eines gleichnamigen Geschlechts, von dem nur ein Conrad von Esche 1331 und 1334 als Zeuge in Urkunden genannt wird. Wahrscheinlich ist die Familie kurz darauf ausgestorben, da 1364 Graf Otto von Bentheim den Simon von Dedem unter anderem mit der Wohnung der Herren von Esche belehnte. Der Ausdruck „Wohnung“  in der Urkunde weist auf die Tatsache hin, dass der Adelssitz zu diesem Zeitpunkt als Burg ausgebaut war. Zu welchem Zeitpunkt der Sitz später wieder zu einem unbefestigten Gut wurde, ist unbekannt. Durch das Aussterben des Geschlechts von Dedem im Mannesstamm kam 1590 Haus Esche in den Besitz der Herren von Kettwig. Mittels Erbschaft gelangten 1643 die Familie Ubbena und 1700 die Familie von Langen zu Spyck in den Besitz des Gutes. 1901 wurde das Gut an örtliche Landwirte veräußert. Das heutige Herrenhaus besteht aus einem einfachen Fachwerkbau, an den 1952 ein großes Wirtschaftsgebäude angefügt wurde.